# Kim-Anne Jannes
Kim-Anne Jannes (* 1971 in Solingen, Deutschland) ist eine Schweizer Autorin und gilt als Medium. Sie behauptet, mit Verstorbenen kommunizieren zu können.

## Leben
Kim-Anne Jannes wurde in Solingen, Deutschland geboren und verbrachte dort ihre Kindheit und Jugend. 1993 beendete sie eine Goldschmiedelehre.  An der Bergstraße eröffnete sie eine Goldschmiede-Galerie und verkaufte dort selbstentworfenen Schmuck, Skulpturen und Bilder. Zur selben Zeit begann sie Schulungen für ihre mediale Begabung u. a. bei englischen Medien. Als ein Vorbild nennt sie Paul Meek. Ebenso bildete sie sich psychologisch weiter. Sie war viele Jahre in der Sterbebegleitung mit Kindern und Erwachsenen tätig. Sie war Mitbegründerin eines Kinderhospizes in Deutschland. Im Jahr 2002 gab sie die Tätigkeit als Goldschmiedin auf, um sich komplett auf ihre mediale Arbeit zu konzentrieren. Seit 2003 lebt sie mit ihrem Mann und ihren beiden Kindern in der Nähe von Zürich. Sie führt dort das Seminarzentrum Flügelwerkstatt und arbeitet als Medium sowie als Künstlerin. Des Weiteren ist sie Autorin einiger Bücher.

## Fernsehen
Einem Millionenpublikum wurde Kim-Anne Jannes durch viele Fernsehauftritte bekannt. Z.B. bei Fliege-TV von Jürgen Fliege am 15. Juni 2004, bei Pro7 („Können Hellseher Verbrechen klären?“, 29. Juni 2007), mehrmals bei RTL (Ein Gespür für Mord – Hellseher ermitteln, Nov. 2003). Für die RTL-Sendung „Das Medium“ am 31. Oktober 2010 „vermittelte“ Jannes der Witwe von Uwe Barschel einen Kontakt zu ihrem Mann. Bei diesem Kontakt wurde gesagt, dass Uwe Barschel ermordet worden sei und es wurden Einzelheiten geschildert. Diese Sendung erregte viel Aufmerksamkeit in der Presse, den Medien und bei der Bevölkerung. Ebenso war Jannes später auch zu Gast in der Sendung Maischberger u. a.

## Schriften
- Das Ich als Lehrer des Lebens Verlag Knaur Mensana, ISBN 978-3-426-65670-9
- Das Jenseits und die geistige Welt Verlag Knaur Mensana, ISBN 978-3-426-65640-2
- Das innere Kind umarmen Verlag Knaur Mensana, ISBN 978-3-426-65618-1